# Chaussée submersible

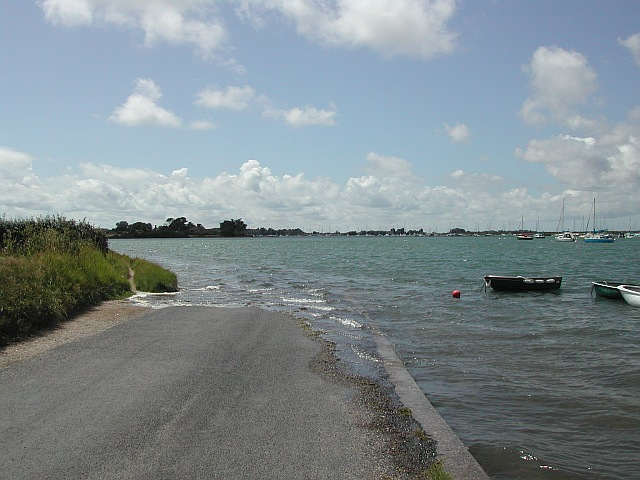
Shore Road, Bosham (Royaume-Uni) à marée haute : la route, qui longe le sud de la petite anse de Bosham, est impraticable une heure avant et après la marée haute.

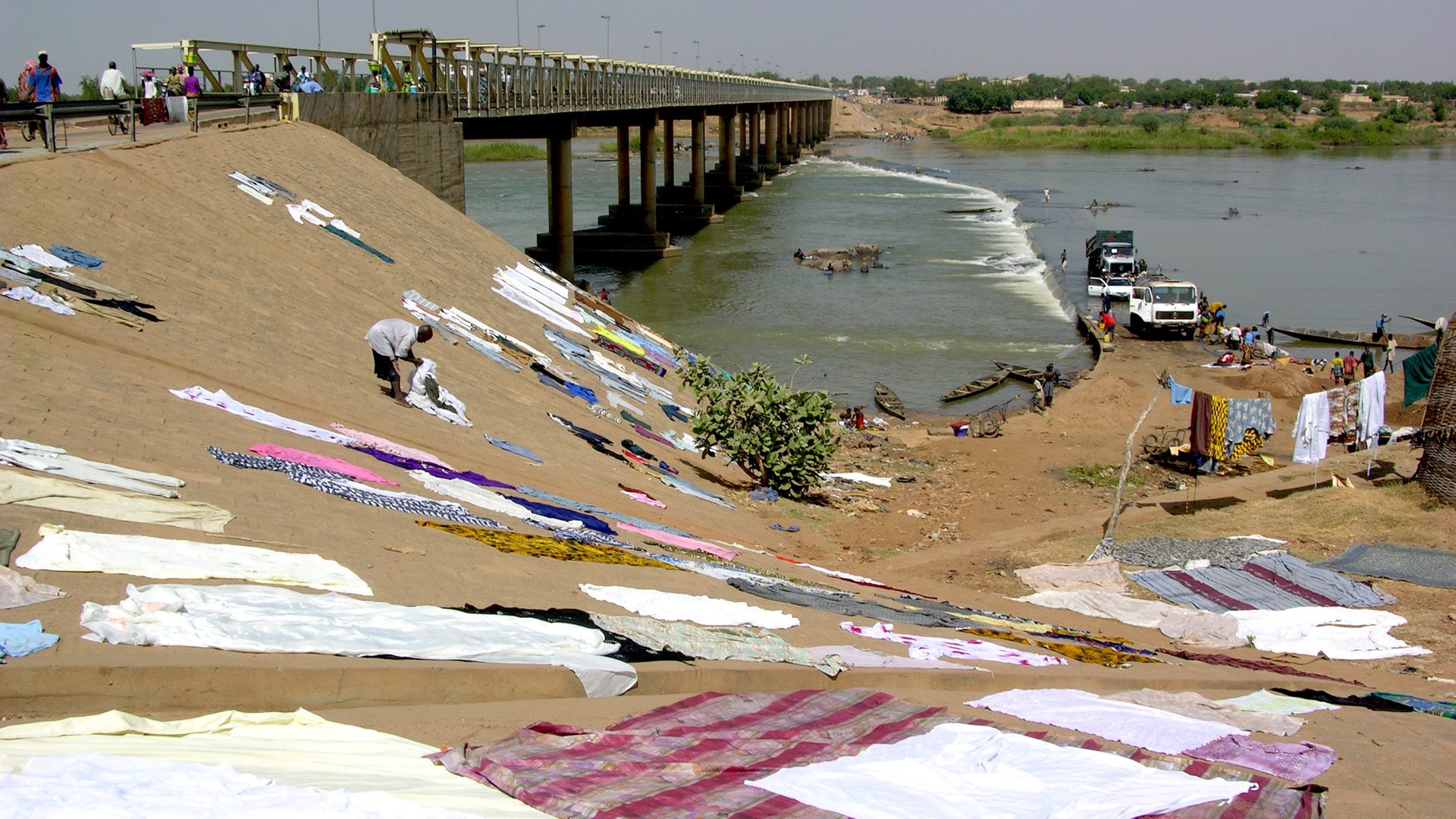
Ancienne chaussée submersible permettant de franchir le Niger à Kayes (Mali) pendant la saison sèche.

Une chaussée submersible est, comme son nom l'indique, une voie de circulation qui n'est émergée qu'une partie du temps.

## Caractéristiques
Une chaussée submersible est une route accessible aux véhicules qui, par intermittence, est recouverte par une étendue d'eau, la rendant alors impraticable ou fortement difficile (il s'agit dans ce cas d'une forme particulière de gué). Un tel type de voie permet d'éviter de construire un pont ou une digue.
L'étendue d'eau recouvrant la chaussée peut être provoquée par la marée haute, si le marnage est suffisant pour que la route soit totalement dégagée quand la marée descend. Il est également possible de trouver des chaussées submersibles traversant des cours d'eau, si ceux-ci sont à sec une partie de l'année (comme pendant la saison sèche).

## Exemples
- Chaussées dépendant de la marée :
  - France :
    - Estuaire de la Somme : gué de Blanquetaque
    - Aber-Wrac'h : pont du Diable
    - Île de Berder, Larmor-Baden
    - Île Callot, Carantec
    - Île de Noirmoutier : passage du Gois
    - Île Tascon, Saint-Armel
    - île Madame : passe aux Bœufs
    - Route départementale 375 franchissant le havre de la Vanlée, Bricqueville-sur-Mer (submergée uniquement par grande marée)

  - Royaume-Uni :
    - Lindisfarne, Northumberland
    - Bosham, Sussex de l'Ouest : Shore Road

- Chaussées dépendant de la hauteur d'un cours d'eau :
  - Mali :
    - Bamako : chaussée submersible de Sotuba, franchissant le Niger
    - Kayes : chaussée franchissant le Sénégal.

## Nom
En anglais, dans le cas d'une chaussée découverte à marée basse, on parle de tidal road ou de tidal causeway.